# Vonkinductor

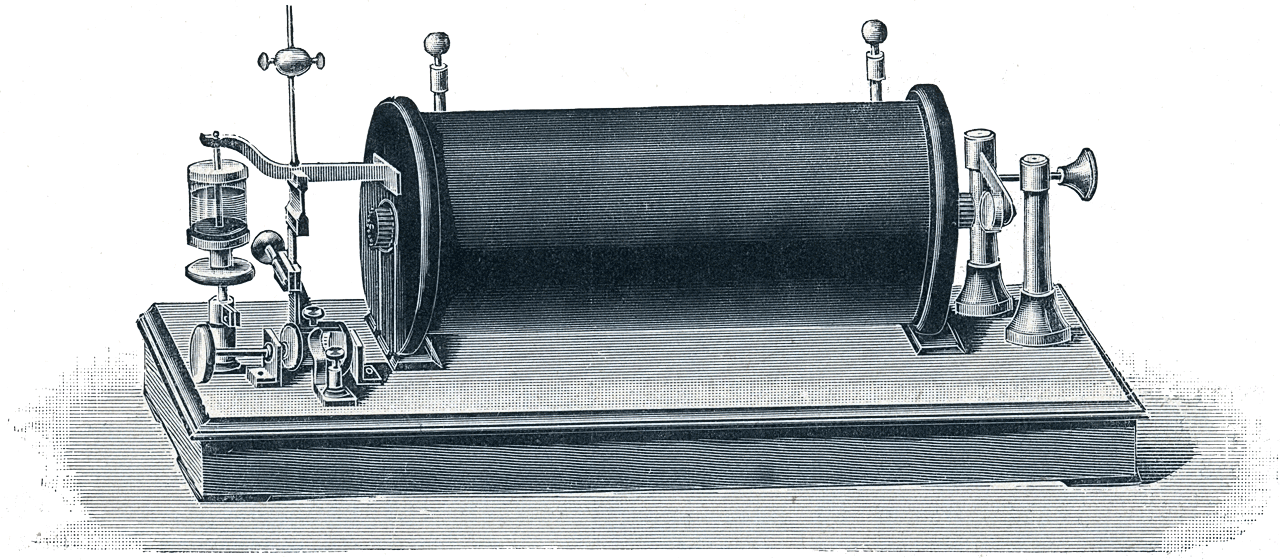
Ruhmkorff-inductor.

Principe van vonkinductor.

De vonkinductor of Ruhmkorff-inductor is een hoogspanningstransformator voor het opwekken van elektrische spanningen van 100.000 volt of meer uit een gelijkstroombron door inductie.

## Principe
De vonkinductor bestaat uit twee cilindrische spoelen die om een staafvormige ijzerkern zijn gewikkeld. Door de primaire spoel loopt een gelijkstroom, die door een zelfstandige onderbreker (hamer van Wagner) continu wordt onderbroken. Hierdoor wordt in de secundaire spoel een zeer hoge wisselspanning geïnduceerd met een sterk asymmetrische vorm.
De opgewekte spanning wordt hierbij zo hoog dat er een elektrische ontlading, of vonk, optreedt in de luchtspleet (de vonkenboog) tussen de secundaire aansluitklemmen. Een condensator vormt samen met de primaire spoel een trillingskring, en voorkomt dat de onderbreker snel degenereert door overmatig vonken.
Het principe is vergelijkbaar met de werking van een transformator.

## Ontdekking
De vonkinductor werd in 1836 tijdens experimenten met elektriciteit ontdekt door de Ierse priester Nicholas Callan in Saint Patrick's College te Maynooth, en werd daarna verfijnd en verbeterd door de Parijse instrumentmaker Heinrich Ruhmkorff en vele anderen.

## Toepassing
De vonkinductor diende vroeger hoofdzakelijk voor de voeding van onder andere geissler- en crookesbuizen, het opwekken van röntgenstraling en bij het uitzenden van radiogolven maar is tegenwoordig verdrongen door de transformator met hoogspanningsgelijkrichters. Het principe van bobine bij benzinemotoren is gebaseerd op de vonkinductor. Vonkinductors met lagere uitgangsspanningen worden met name gebruikt als voeding van schrikdraad.